# RS-625
Pour les articles homonymes, voir Route 625.
La RS-625 est une route locale du Sud-Est de l'État du Rio Grande do Sul reliant la BR-116, sur le territoire de la municipalité d'Arroio Grande, à la BR-473, sur le district Airosa Galvão de la même commune. Elle est longue de 26,180 km.